# محمدرضا ایمانی

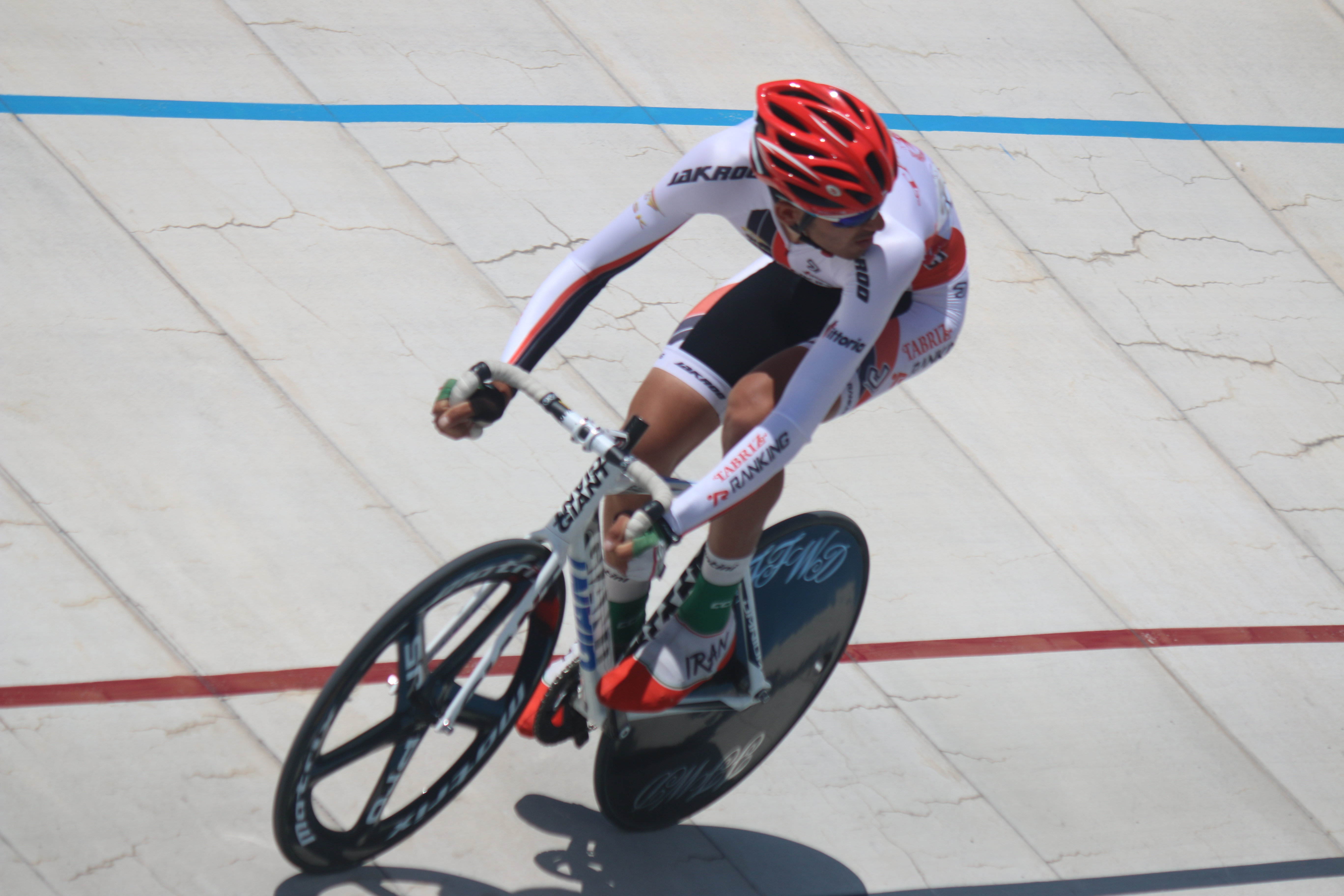
محمدرضا ایمانی

محمدرضا ایمانی گلوجه (زاده ۲۵ خرداد ۱۳۷۲ در تبریز) دوچرخه سوار تیم ملی ایران و تیم‌های پتروشیمی تبریز و شهرداری تبریز است و همچنین دارای ۱۲ مدال قهرمان کشور و مقام نائب قهرمانی تور جوانان باکو و سابقه حضور در مسابقات قهرمانی جهان و آسیا را در کارنامه دارد.